# Espadarana andina
Espadarana andina es una especie  de anfibio anuro de la familia Centrolenidae.
Se encuentra en Colombia y Venezuela, en altitudes entre 840 y 2200 m, entre la vertiente occidental de la cordillera Oriental y la cordillera de Mérida.